# Pius Ferdinand Messerschmitt

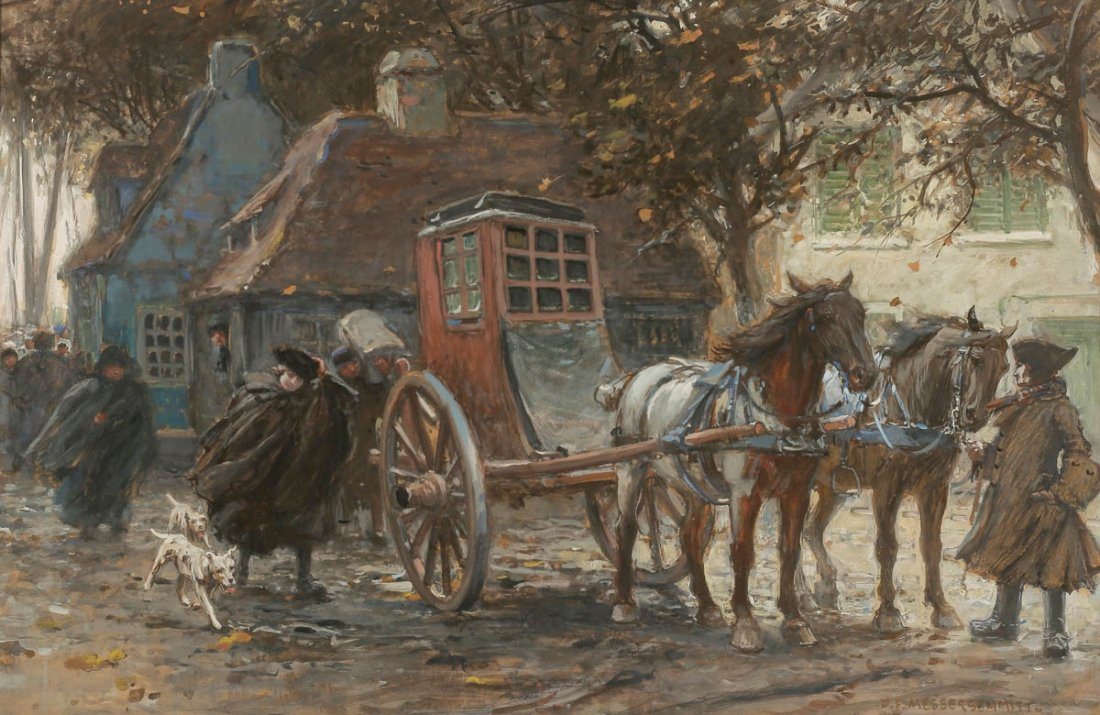
Die Heimkehr

Pius Ferdinand Messerschmitt (* 30. Mai 1858 in Bamberg; † 29. Oktober 1915 in München) war ein deutscher Maler. Er gilt als einer der bedeutendsten fränkischen Maler des 19. Jahrhunderts.

## Leben
Pius Ferdinand Messerschmitt entstammte einer alten Bamberger Rangschiffer- und Kaufmannsfamilie. Sein Vater Baptist  Ferdinand war Kaufmann, Mitbegründer der Bamberger Feuerwehr,  Magistrat und Handelsrichter. Seine Mutter, Emilie Messerschmitt geb. Lautenbacher (1837 – 1891)  unterstützte die künstlerischen Ambitionen ihres Sohnes. Ihr Urgroßvater Stephan Lautenbacher (1742– 1825) war Bossierer in der Porzellanmanufaktur Nymphenburg in München. Ersten Unterricht erhielt er noch während seiner Schulzeit bei Julius Kiesenwetter, einem Maler am  Schmidtschen Porzellanmalinstitut in Bamberg. Nach seinem Schulabschluss an der Königlichen Gewerbeschule in Bamberg arbeitete er als Kaufmann in der väterlichen Großhandlung für Getreide und Landesprodukte. Seine Lehrzeit war geprägt von mehreren Auslandsaufenthalten: 1874 in Neuenburg NE, 1875/76 in Antwerpen, 1876 in Straßburg. 1878 besuchte er die Pariser Weltausstellung. Neben seiner geschäftlichen Tätigkeit war er weiterhin künstlerisch tätig. Erste Illustrationen in Zeitschriften wie „Über Land und Meer“ erschienen bereits 1878.
Am 1. April 1880 bezog er die Münchner Akademie, die Vorläuferin der Akademie der Bildenden Künste München. Er lernte zunächst bei Gabriel von Hackl und Gyula Benczúr. Im Mai 1882 wechselte er in die Klasse von Professor Wilhelm Lindenschmit dem Jüngeren.
1894 heiratete er Else Amalie Fellerer, Tochter des Bayerischen Hofrates und praktischen Arztes Dr. Fellerer, München. Im selben Jahr konnte er mit Hilfe des Schwiegervaters ein Atelier in der Münchner Hildegardstraße 13 beziehen. Nach der Geburt seiner beiden Töchter Dora Klara (geb. 1901) und Gertrud Ruth Emilie (geb. 1905) beginnt er sich mit Entwürfen für Kinderspielzeug zu befassen (u. a. für Baudenbacher, Nürnberg, und O. Maier Ravensburg). 1909 finanziert Dr. Fellerer der Familie seiner Tochter eine Villa im Münchner Vorort Solln, heute ein Stadtteil von München. 1915 erliegt Messerschmitt einem Krebsleiden. Seine Witwe Else heiratete 1916 seinen engen Freund, den Kunstmaler und Akademieprofessor Carl von Marr. Messerschmitt ist auf dem Friedhof Solln begraben, Carl von Marr wurde im selben Grab beigesetzt.

## Karriere
Messerschmitt war Mitglied in zahlreichen Künstlervereinigungen: zunächst im Ostade-Klub, in der Münchner Künstlergenossenschaft, ab 1887/88 im Münchner Kunstverein. Gegen 1896 trat er der Luitpold-Gruppe bei. Nach der Jahrhundertwende wechselte er in die abgespaltene Künstlervereinigung Bayern. 1914 war er Schriftführer der Allgemeinen Deutschen Künstler Gruppe. Seine Bilder wurden um 1900 in vielen Kunstzeitschriften abgedruckt, oft als bunte Einschublätter, als Postkarten und Sammeldrucke. Dadurch wurde er zu einem der bekanntesten Maler Deutschlands.

## Auszeichnungen
Messerschmitt war zu seiner Zeit ein erfolgreicher und geschätzter Maler. Er erhielt die Goldmedaille der Münchner Akademie für sein monumentales Historiengemälde Wallensteins Lager (1878/88, Aufbewahrungsort unbekannt). Zum Jahreswechsel 1887/88 errang er den zweiten Preis der Weihnachtsconcourrenz der Münchner Akademie für sein Gemälde Die Heilige Elisabeth (Bamberg, Historisches Museum). 1905 wurde ihm die Silberne Staatsmedaille für sein Gemälde Poststation auf der Salzburger Kunstausstellung verliehen.
1912 wurde er zum Professor an der Münchener Akademie ernannt.

## Werke
- Die hl. Elisabeth empfängt den Leichnam ihres Mannes (Bamberg, Museen der Stadt Bamberg, Inv. 474), 1888, 145 × 250 cm, Öl auf Leinwand
- Schloss und Garten Geyerswörth in Bamberg im Winter, (Bamberg,  Museen der Stadt Bamberg, Inv. 91), 1891, 30 × 43 cm, Öl/Nußbaumholzpalette
- Im Posthof der alten Hofhaltung zu Bamberg (Nürnberg, Museumsstiftung Post und Telekommunikation, Inv. Nr. 4.0.904), um 1893, 37 × 32 cm, Öl auf Leinwand
- Stadtansicht von Bamberg (Bamberg,  Museen der Stadt Bamberg, Inv. 472), 1909, 109 × 206 cm, Öl auf Leinwand
- Der Posthof (Chemnitz, Kunstsammlungen Chemnitz), vor 1913, 32,9 × 45,3 cm, Öl auf Leinwand
- Der Engelssturz (Burgsinn, St. Michael),  zusammen mit Carl von Marr, 1906/1907, Freskomalerei[2]

Die Museen der Stadt Bamberg besitzen mehrere Ölgemälde, Zeichnungen und Aquarelle. Messerschmitts Nachlass liegt in der Staatsbibliothek Bamberg (Signaturen I U 1–41, 42–75, 76–196, 107–125, 126–155, 156–184, 185–199, 200–220, 221–241, 242–269, 270–300, 301–328 (Studien zur Kapuzinerpredigt in Wallensteins Lager), 329–350 (Studien zu Wallensteins Lager), 351–378 (Studien zu Tillys Verwundung), 379–392 (Studien zu Blüchers Sturz bei Ligny), 393–419 (Studien zur Heiligen Elisabeth), 420–435; I Ub 1–49 und 50–92). Einzelne graphische Arbeiten in Schweinfurt, Museum Georg Schäfer und in München, Staatliche Graphische Sammlung.